# Lady Godiva’s Operation
Lady Godiva’s Operation ist ein Lied der experimentellen US-Rockband The Velvet Underground, das auf ihrem zweiten Album, White Light/White Heat, im Jahr 1968 erschienen ist.
Der Song ist 4:56 Minuten lang und erschien auf dem MGM-Sublabel Verve.

## Musik und Konzeption
Der Songtitel handelt von der Legende um Lady Godiva, eine angelsächsische Adlige des 11. Jahrhunderts aus Coventry im Zentralwesten Englands. Der Legende nach sollte die erdrückende Steuerlast auf dem Volk erst dann gemildert werden, wenn die Ehefrau des steuereintreibenden Stadtvorstandes Leofric von Mercia nackt durch die Stadt reiten würde. Wider Erwarten brachte Godiva tatsächlich den Mut auf, ohne Bekleidung durch die Stadt zu reiten. Leofric nahm dies zum Anlass, Steuern zukünftig nicht nur zu reduzieren, sondern nahezu ganz auf sie zu verzichten.
Musikalischer und textlicher Autor des Stücks ist Lou Reed. Im ersten Teil des Songs, der von John Cale gesungen wird, wird Lady Godiva beschrieben. Im Fortlauf des Stücks, nunmehr abwechselnd von Cale und Reed gesungen, werden stichelnde Anspielungen auf einen stümperhaft durchgeführten chirurgischen Eingriff gemacht, die mit trockenem schwarzen Humor zum Besten gegeben werden. Die tragische Operation bezieht sich auf eine Dragqueen, die statt der gewünschten geschlechtsangleichenden Operation einer Lobotomie ("...Cagily slow from the brain...") unterzogen wird. Deren medizinische Folgen sind eine Persönlichkeitsveränderung mit Störung des Antriebs und der Emotionalität.

## Wiederveröffentlichungen
Lady Godiva’s Operation ist Bestandteil der Kompilationsalben What Goes On (1993), Rock and Roll: An Introduction to The Velvet Underground (1994) und Peel Slowly and See (1995).

## Coverversion
Die irische Alternative-Rock-Band The Fatima Mansions hat den Song 1990 gecovert und als Single herausgebracht.

## Personelle Besetzung
- John Cale – Gesang, Bratsche
- Lou Reed – E-Gitarre, Gesang
- Sterling Morrison – E-Bass, Hintergrundgesang
- Maureen Tucker – Schlagzeug, Perkussion